# Jürgen Hinzpeter
Jürgen Hinzpeter (* 6. Juli 1937; † 25. Januar 2016 in Lübeck) war ein deutscher Journalist und arbeitete über 20 Jahre für die ARD.

## Berufsleben
Hinzpeter begann seine Karriere bei der ARD 1963 als TV-Kameramann in Hamburg. 1967 wurde er zunächst nach Hongkong entsandt und berichtete aus Saigon über den Vietnamkrieg. Von 1973 bis 1989 hatte er seinen Sitz in Tokio und berichtete von dort aus auch über die Lage in Südkorea. 1980 führte er Interviews mit dem späteren Staatspräsidenten Kim Young-sam, der während des diktatorischen Regimes von Park Chung-hee unter Hausarrest stand.
Im Mai 1980 filmte Hinzpeter neben anderen internationalen Journalisten das Militärmassaker in Gwangju. Er versteckte seinen Film in einer großen Metalldose mit Keksen, die als Hochzeitsgeschenk getarnt war, flog mit dem Film nach Tokio und schickte ihn nach Deutschland, von wo aus er weltweit gesendet wurde. Seine Aufnahmen erschienen am Abend des 22. Mai in der Tagesschau.
In Südkorea herrscht ein Narrativ vor, nach dem Hinzpeter der einzige Journalist gewesen sein soll, der den Aufstand in Gwangju filmte und der Grund sei, warum Informationen über die Proteste an die Weltöffentlichkeit gelangten. Dies ist tatsächlich nicht der Fall. Neben Hinzpeter waren in Gwangju mehrere andere internationale Journalisten anwesend, und der erste Film über den Aufstand in Gwangju war der von Richard Dunnings, der am 19. Mai auf dem Fernsehsender CBS erschien. Hinzpeters Aufnahmen waren jedoch die ersten, die die Stadt zeigten, nachdem sie von der Bürgerarmee übernommen wurde. Dies ist einer der Gründe, warum sich der Irrglaube, Hinzpeter sei der einzige anwesende und berichtende Journalist gewesen, durchsetzte.
In weiteren Sendungen der ARD berichtete er über Studentenaufstände und den Oppositionsführer Kim Dae-jung, der später Präsident Südkoreas wurde. Er hat den Demokratisierungsprozess in Südkorea gefördert. 2003 wurde er für „seinen wertvollen Beitrag zur Geschichte Koreas“ mit dem renommierten „Song Kun-Ho“-Pressepreis geehrt.

## Verfilmung und Würdigung
Im Film A Taxi Driver (2017), unter der Regie des südkoreanischen Regisseurs und Drehbuchautors Jang Hun, wurde die Geschichte von Hinzpeter nacherzählt. Der Reporter wird hierbei von dem Schauspieler Thomas Kretschmann verkörpert.
In Gwangju steht ein Denkmal zu Ehren von Hinzpeter, welches von der May 18 Memorial Foundation betrieben wird.
Die südkoreanischen Hinzpeter Awards werden seit 2021 an Videojournalisten vergeben, die in der Tradition von Jürgen Hinzpeter stehen.

## Weblink
- Ausgabe des Weltspiegels vom 28. Februar 2016; abgerufen am 28. Februar 2016.